# Gherardo VIII da Camino
Gherardo VIII da Camino (... – Germania?, 1432 circa) è stato un nobile e condottiero italiano.

## Biografia
Gherardo fu figlio di Guecellone IX e di una nobildonna Carrarese.
Nell'ambito della guerra di Chioggia (1380) il padre, che aveva prestato aiuto a delle città trevigiane contravvenendo alle disposizioni della coalizione antiveneziana a cui aveva aderito, fu per questo accusato di tradimento, assediato a Portobuffolé e catturato dagli Ungari. Gherardo fu per questo costretto, insieme al padre, ad una detenzione in Ungheria che durò fino all'agosto del 1381, quando a seguito della cosiddetta Pace di Torino i due poterono tornare a casa.
Gherardo, proprio come il padre, mantenne con la Repubblica di Venezia rapporti ambigui, pur essendo la sua famiglia ormai pienamente inserita nel patriziato veneziano: lo dimostra anche il matrimonio che Gherardo contrasse con una nobildonna di casa Corner.
Eppure, nel 1411, in occasione dello scoppio della guerra tra Repubblica di Venezia e Regno d'Ungheria, Gherardo e famiglia si schierarono dalla parte dell'invasore, ovvero l'imperatore Sigismondo di Lussemburgo. Alla guida dell'esercito di quest'ultimo vi era il fiorentino Pippo Spano, il quale invase il Triveneto sperando in un'insurrezione antiveneziana guidata da Carraresi, Scaligeri e da Camino, le principali famiglie feudali locali sempre più emarginate dalla vita politica. Ma a seguito della vittoria veneziana, avvenuta nel 1420, le proprietà dei ribelli furono confiscate e messe in vendita dai vincitori.
A questo punto, Gherardo avrebbe scelto la via dell'esilio, emigrando in Germania e mettendosi a servizio di Sigismondo. Avrebbe sposato una nobildonna locale, e sarebbe infine morto in terra tedesca nel 1432. Il Verci sostiene che, a seguito dell'imperatore, avrebbe presenziato al Concilio di Costanza, che tuttavia terminò nel 1418.

## La presunta discendenza tedesca
A Gherardo vengono attribuiti tre matrimoni: con Giovanna della Torre, con Cristina Corner, e con una nobile tedesca dopo l'esilio. Dei tre matrimoni solo il secondo è documentato da fonti di prima mano.
Le vicende riguardanti i Caminesi in Germania furono riportate nel 1958 in un testo scritto da un loro presunto discendente, il torinese Gherardo IX Maria da Camino, figlio di Vittorio. L'autore non riportò alcuna fonte a supporto di quanto asserì, limitandosi a trascrivere delle antiche storie di famiglia: tuttavia uno studio del 2019 certifica la presenza in area tedesca di un mercenario di famiglia Caminese all'inizio del Cinquecento: tale Giovanni Andrea da Camino, soldato al servizio di Massimiliano I d'Asburgo e Cristiano II di Danimarca.
Le vicende della famiglia in Germania sarebbero proseguite in questo modo:
- Un figlio di Gherardo, di cui non si conosce il nome, avrebbe a sua volta generato Carlo II da Camino: Nato in Prussia nel 1435, nel 1453 sarebbe stato Capitano di ventura al seguito di Federico III d'Asburgo.

- Guido II da Camino, figlio di Carlo, avrebbe seguito le orme paterne prestando servizio a Federico III e al suo successore Massimiliano I d'Asburgo.

- Livio I da Camino, figlio di Guido, nato nel 1481, avrebbe partecipato alla Dieta di Augusta del 1500 al seguito di Massimiliano I e combattuto alla Battaglia di Guinegatte (1513).

- Giovanni Battista da Camino, figlio di Livio, nato nel 1504, avrebbe fatto parte dell'esercito imperiale di stanza a Genova, e nel 1528 avrebbe quindi assistito alla Svolta filoasburgica di Andrea Doria.

- Livio II da Camino, figlio di Giovanni Battista, avrebbe seguito le orme degli antenati abbracciando, ma poi abbandonando, la carriera di soldato di ventura. Avrebbe quindi deciso di rientrare in Italia per rivendicare quanto confiscato dalla Repubblica di Venezia ormai un secolo e mezzo prima.

- Giovanni Battista II da Camino, figlio di Livio II, sarebbe rientrato in Italia col padre stabilendosi a Treviso. Padre e figlio sono effettivamente documentati nel 1604 a San Cassiano del Meschio, attuale Cordignano, dove Livio II morì tra il 1604 e il 1619, e dove la storia della famiglia proseguirà per i successivi due secoli[3].